# 三田証券
三田証券株式会社（みたしょうけん 英: Mita Securities Co., Ltd.）は、東京都中央区に本社を置く証券会社である。独自路線を歩むブティック型証券で、投資銀行業務に強みを持つ。TOB代理人業務においては、大手証券が敬遠する敵対的買収の代理人実績を保持する。同業務では、マネックス証券株式会社と提携している。ウェルス・マネジメント業務では、ヘッジファンドやPEファンドを個人向けにも販売している。不動産業務も行い、日本の証券会社で唯一不動産特定共同事業者許可を受け、京都の町屋再生事業を行っている。

## 企業理念
「証券業の持つ無限の可能性を追求し新たな付加価値を創造し続ける」をミッションとしている。

## エクイティファイナンスにおける最後の駆込み寺
三田証券は、もともと所謂地場証券の一つであったが、創業家の3代目に当たる三田邦博が社長となった1998年以降、融資関連や投資銀行、ファイナンスなどの業務を中心に事業を展開するようになった。そのような中で、特に資金繰りが悪化しているなどで経営状況が良くない上場企業に対する営業手法の一つとして、MSCBやMSワラントなどを割当先に特に有利な条件で公募し、三田証券が割当先となる第三者割当増資を実施する事で、発行体企業の運転資金を確保できるようにしつつ、三田証券側も利益を得るという手法が取られた。その中で、かつて橋梁分野の土木建築で名門と呼ばれたサクラダ（2012年11月27日に自己破産申請）に対して、投資顧問業者であるスピードパートナーズ経由で、第三者割当増資方式の新株予約権証券を募集するよう助言し、2012年1月27日付で新株予約権の行使価格10円という大幅なディスカウント率を以てして引き受けるという事を行った。三田証券はサクラダの発行済株式数の36.61％を保有する筆頭株主となった。しかし、同年8月には、その保有する株式すべてを売り抜けた。それからおよそ3ヶ月後に発行体であるサクラダが自己破産に至ったという経緯から、「最後の駆け込み寺」と呼ばれるようになったという。

### アンジェスMG社のMSワラント引受け
創薬ベンチャー企業である、アンジェスMGは2015年12月期の営業損益が41億円の最終赤字となっていた。前年同期にも22億円の最終赤字を出しており、また2016年12月期には64億円程度の最終赤字を見込んでいて、継続企業としての前提条件が揺らいでいる。一方で、2015年12月期末のアンジェスMGの現預金は20億円程度で何もしなければ資金ショートを引き起こす危険をはらんでいた。さらには、それまで、夢真ホールディングスや投資ファンドへの第三者割当増資、更には既存株主に払込みを受けるライツイシューなどの形で資金を捻出するということを続けていた。そのような中で2016年3月25日、アンジェスMGはリーディング証券が紹介した三田証券が第三者割当の割当先となりその全額を買い受ける形で、MSワラントを活用した約28億円の資金調達を行うことが発表した。これについて、三田証券以外には買い受ける者が見当たらなかったのではないかという観測が、一部報道でなされていた。
結果的に、上記の第三者割当増資で買い受けた新株予約権は2016年4月18日までに、すべてが行使転換され売却された。しかし、アンジェスMGの資金繰りは、依然として良い状態ではないこともあり、同年8月22日運転資金や臨床実験費用に充当する目的で、約23億5979万円の調達をMSCBを発行し、再度三田証券が第三者割当の割当先となる形で実施している。

## 同意無き買収の買付代理人業務
2016年頃以降、当時、日本の証券界では協力がタブー視されていた同意無き買収の買付代理人業務に注力するようになった。これは、企業やファンドによる経営者や投資家が企業価値の最大化へ敵対的な手段も辞さないようになったことを受けて開始したものであり、同意なき買収に関する日本の市場慣行に穴を開けた。本業務は2012年に行われたPGMホールディングスによるアコーディア・ゴルフへの同意無き買収で、三田証券はPGMホールディングスの代理人業務を務めたことがそのきっかけである。当該TOBは失敗に終わったものの、日本経済新聞によると「投資銀行業界に『三田』の名前はとどろいた」という。その後、2016年頃より、本業務への取組みを本格化させると、富士通がソレキアをTOBで子会社化しようとした際、対抗TOBを行った佐々木ベジに証券口座を提供し、この対抗TOBを成功に導いた。M&Aオンラインの調査では、2016年から2021年6月までの5年半の間でなされた同意無き買収全15件の内9件は当社が関わったものであったという。これについて、3代目社長の三田邦博は「対抗TOBなどが出るのは日本市場にとってよいことだ」と考えており、三田証券としては、対象企業の賛同を得られない同意無き買収だったとしても、コーポレート・ガバナンスの強化等、既存株主のメリットになる案件であれば、業務受託することを基本に取組みを加速させるとしており、その一環としてマネックス証券との間で、同社の個人顧客によるTOBへの応募を簡略化するための業務提携を行った。

### 脚註
1. ↑  サクラダの前日終値は36円であった。[10]
2. ↑  発行新株総数：200万株　発行価格：235円　当初行使価格：435円（但し転換条項があるため、行使価格は236円以上の値に修正されうる。）[13][14]